# Generalgouvernement (Russland)

Generalgouvernements im Jahr 1897

Ein Generalgouvernement (oft auch Kraj genannt) war zwischen 1775 und 1917 Russland eine Verwaltungseinheit. Im Regelfall wurden drei oder mehr Grenzgouvernements zu einem Generalgouvernement zusammengefasst. Ausnahmen bildeten die Gouvernements St. Petersburg und Moskau sowie das Generalgouvernement Finnland.
Geführt wurden die Generalgouvernements von einem Generalgouverneur, der die Aktivitäten der Gouverneure der ihm unterstellten Gouvernements und Regionen kontrollierte, jedoch nicht unmittelbar in deren Verwaltung eingriff. Generalgouverneure waren zugleich die Befehlshaber der Truppen im jeweiligen Generalgouvernement, zu verschiedenen Zeiten führten sie auch den Titel eines Militärgouverneurs. Die Befugnisse der Generalgouverneure und ihre Abgrenzung zu anderen Verwaltungsbehörden waren Gegenstand ständiger politischer Auseinandersetzungen.
Um eine geschlossene administrative und wirtschaftliche Einheit bilden zu können, wurden in vielen Fällen auch Städte in die Generalgouvernements einbezogen. Eine Ausnahme bildete in gewisser Hinsicht das Großfürstentum Finnland, das in Personalunion mit dem Russischen Kaiserreich verbunden war. Da an der nordwestlichen Grenze des Reiches gelegen, bildete es ein eigenes Generalgouvernement. Moskau und Sankt Petersburg bildeten aufgrund ihrer Bedeutung eigene Generalgouvernements, hier führte der jeweilige Generalgouverneur die unterstellte Verwaltung direkt.
Generalgouvernements wurden je nach Bedarf aufgestellt und auch wieder aufgelöst, im Regelfall geschah dies im Zusammenhang mit der Veränderung der Grenzziehung. So wurde beispielsweise 1914 das Generalgouvernement Galizien gebildet, um die nach den Erfolgen der russischen Truppen annektierten Gebiete des Königreichs von Galizien und Lodomerien zu verwalten.

## Geschichte
Das Amt des Generalgouvernements entstand unter Peter I. im Zuge der Petrinischen Reformen. Generalgouverneure hatten ursprünglich keine Befugnisse, die wesentlich über die Befugnisse der Gouverneure hinausgingen, der Titel hob lediglich die Bedeutung des Gebietes heraus. In dieser ursprünglichen Bedeutung waren die Ämter der Generalgouverneure von Sankt Petersburg und Moskau zu verstehen.
Unter Katharina II. (Regierungszeit 1762 bis 1796) wurde ein neues System der Verwaltung etabliert. In diesem System nahmen gemäß des „Statutes über die Provinzen“ die Generalgouverneure die Funktion einer Aufsichtsbehörde war, die die Arbeit der ihnen unterstellten Gouverneure kontrollierte. Im Regelfall waren einem Generalgouverneur zwei Gouvernements unterstellt. Aufgaben der Generalgouverneure und ihre Abgrenzung zu den Aufgaben der unterstellten Gouverneure waren jedoch unscharf formuliert. Die unzureichende Trennung von Verwaltungs- und Kontrollfunktionen der Generalgouverneure führte zu einer höheren Belastung der Generalgouverneure, die direkt Aufgaben der Verwaltung wahrnahmen, schwächte ihre Rolle als Kontrollinstanz und führte zwangsläufig zu Kompetenzstreitigkeiten. Auch hing die Aufsicht stark von der persönlichen Kompetenz der Generalgouverneure ab.
Kaiser Paul I.  (Regierungszeit 1796 bis 1801) änderte die territorialen Verwaltungsstrukturen Russlands. Ein Teil der Gouvernements wurde verkleinert, andere vergrößert. Die Generalgouvernements wurden abgeschafft, die Gouvernements wurden die wichtigste administrativ-territorialen Einheit. In den Grenzprovinzen sowie in Moskau und Sankt Petersburg wurden zusätzlich zu den zivilen auch Militärgouverneure ernannt.
Unter Kaiser Alexander I. (Regierungszeit 1801–1825) kam es zu einer weiteren Reform der Verwaltung. Das Hauptaugenmerk dieser Reformen lag auf der Stärkung der Zentralmacht. Alexander I. schuf mit dem Manifest vom 8. September 1802 die ersten acht Ministerien des russischen Staates. Dies führte zu einer Aufteilung der Verwaltungen in unterschiedliche Zweige, die fachlich den Ministerien unterstanden, damit zu einer Schwächung der Rolle der Gouverneure und im Ergebnis zu einem Anwachsen der Bürokratie in der Verwaltung. Grundsätzlich stand die Institution der Generalgouverneure und Gouverneure in einem Widerspruch zu der Organisation der Ministerien: Während die Ministerien nur für einen fachlichen Teilbereich, für diesen aber gouvernements- und provinzübergreifend zuständig waren, waren die Gouverneure nur für ein begrenztes Territorium, dafür dort aber für alle Belange der Verwaltung zuständig. Die Institution der Generalgouverneure wurde mit dem Manifest nicht im vollen Umfang wiederhergestellt. Lediglich in den Grenzprovinzen des Kaiserreiches, wo aufgrund der langwierigen und umständlichen Kommunikation mit der Hauptstadt eine starke, auch selbständig agierende Verwaltung erforderlich war, wurden Generalgouverneurments geschaffen.
Ein Vorschlag zur Reform der territorialen Verwaltung wurde 1816 abgelehnt, nachdem er auf massiven Widerstand der Ministerien gestoßen war. Er hätte die Rolle der Gouverneure gestärkt und die Befugnisse der Ministerien eingeschränkt. 1819 wurde Alexander Balaschow zum Generalgouverneur für die Gouvernements Rjasan, Tula, Orjol, Woronesch und Tambow ernannt. Dabei sollte er aufgrund seiner praktischen Erfahrungen einen finalen Entwurf für die Regelung der territorialen Verwaltung erarbeiten. Zu einer endgültigen Regelung ist es aber in der Regierungszeit Alexander I. nicht gekommen, die Wiedereinrichtung einzelner Generalgouvernements hatte zunächst nur vorläufigen Charakter.
Unter Kaiser Nikolaus I. (Regierungszeit 1825–1855) wurde im Dezember 1826 ein Sonderausschuss eingerichtet, der das Projekt von Balaschow verwarf, das Generalgouvernement Rjasan wurde in der Folge 1829 aufgelöst. Der Sonderausschuss lehnte im Mai 1827 die Einrichtung von Generalgouvernements ab, lediglich in den Grenzregionen, Sankt Petersburg und Moskau sollten diese beibehalten werden. Grundsätzlich waren die Gouverneure die Oberhäupter der territorialen Verwaltungseinheiten, denen mit der „Allgemeinen Verordnung an die Gouverneure“  (Общий  наказ губернаторам) 1837 sowohl Verwaltungs-, als auch Kontrollfunktionen zugewiesen wurden.
Gleichwohl war es notwendig, auch die Aufgaben der Generalgouverneure auf gesetzlicher Grundlage zu regeln. Dies geschah mit der „Allgemeinen Instruktion für die Generalgouverneure“ (Общая инструкция генерал-губернаторам) vom 29. Mai 1853. Den Generalgouverneuren wurde mit der Instruktion die Leitung von und Aufsicht über alle Vorgänge im jeweiligen Gebiet übertragen. Der Generalgouverneur war

„главным блюстителем неприкосновенности верховных прав самодержавия, пользы государства о точном исполнении законов и распоряжений верховного правительства по всем частям управления во вверенном ему крае“

„der Hauptwächter der Unverletzlichkeit der höchsten Rechte der Autokratie, des Staates über die genaue Ausführung der Gesetze und Anordnungen der obersten Regierung in allen Teilen seines Kreises“

Der Generalgouverneur war verantwortlich für Fragen der Gesundheitsvorsorge, einschließlich der Seuchenprävention, der Versorgung der Bevölkerung mit Nahrungsmitteln und der Verhinderung von Hungersnöten. Er war ebenso zuständig für die Sicherheit des Generalgouverneurments, die Einhaltung und Durchsetzung von Gesetzen und die Verhinderung von Unruhen. Dazu gehörten auch ausdrücklich die Überwachung der politischen Ansichten in der Gesellschaft, aber auch die Kontrolle und Durchsetzung der Rechte von Bauern gegenüber ihren Grundherren.
Im Bereich der Wirtschaft hatte er die Entwicklung der Landwirtschaft in der Region, die Einkommensverteilung der Städte, die Entwicklung des Handwerks und der Fabrikindustrie, die Gewinnung und rationelle Nutzung von Bodenschätzen sowie die Entwicklung von Handelsbeziehungen zu überwachen und anzuleiten.
Im Justizwesen nahmen die Generelgouverneure die Aufsicht über die Justizorgane in ihren Regionen wahr, ohne selbst in die Rechtssprechung einzugreifen. Sie hatten gerichtliche Verzögerungen, Verstöße gegen die Formen des Gerichtsverfahrens, Missbrauch der Grundherrschaft und bürokratischer Macht zu überwachen und zu ahnden.
Auch mit diesem Dokument überschnitten sich die Aufgaben der Generalgouverneure und Gouverneure, was mittelfristig zu Konflikten zwischen diesen und zwischen den Generalgouverneuren und dem Innenministerium führte, dem die Gouverneure direkt unterstellt waren.

## Liste der Generalgouvernements
| Name                                             | Aufstellung | Auflösung | Bestandteile |
| ------------------------------------------------ | ----------- | --------- | --- |
| Generalgouvernement Sankt Petersburg             | 1708        | 1927      | Gouvernement Sankt Petersburg |
| Generalgouvernement Moskau                       | 1708        | 1929      | Gouvernement Moskau |
| Generalgouvernement Asow                         | 1708        | 1711      | Gouvernement Asow |
| Baltisches Generalgouvernement                   | 1782        | 1876      | Gouvernement Estland Gouvernement Livland Gouvernement Kurland |
| Weißrussisches Generalgouvernement               | 1796        | 1856      | Gouvernement Witebsk Gouvernement Kaluga Gouvernement Minsk Gouvernement Mogilev |
| Generalgouvernement Warschau                     | 1874        | 1917      | Gouvernements Warschau Gouvernement Kalisch Gouvernement Kielce Gouvernement Lomza Gouvernement Lublin Gouvernement Petrokow Gouvernement Plozk Gouvernement Radom Gouvernement Siedlce Gouvernement Suwalki                       |
| Militärgouvernement Wladiwostok                  | 1880        | 1888      | Stadt Wladiwostok Murawjow-Amurski-Halbinsel Insel Russki |
| Generalgouvernement Ostsibirien                  | 1822        | 1884      | Gouvernement Jenisseisk Gouvernement Irkutsk Oblast Jakutsk Oblast Primorje |
| Generalgouvernement Galizien                     | 1914        | 1917      | Gouvernement Lemberg Gouvernement Premissel Gouvernement Tarnopol Gouvernement Tschernowitz |
| Generalgouvernement Westsibirien                 | 1822        | 1862      | Gouvernement Tobolsk Gouvernement Tomsk Oblast Akmola |
| Generalgouvernement Irkutsk                      | 1887        | 1917      | Gouvernement Jenisseisk Gouvernement Irkutsk Oblast Transbaikal Oblast Jakutsk |
| Generalgouvernement Kiew                         | 1832        | 1914      | Gouvernement Kiew, Gouvernement Wolhynien Gouvernement Podolien |
| Generalgouvernement Litauen                      | 1794        | 1912      | Gouvernement Wilna Gouvernement Grodno Gouvernement Kowno |
| Generalgouvernement Kleinrussland                | 1802        | 1856      | Gouvernement Charkow Gouvernement Tschernigow Gouvernement Poltawa |
| Generalgouvernement Neurussland-Bessarabien      | 1822        | 1874      | Gouvernement Cherson Gouvernement Jekatarinoslaw Gouvernement Taurien Gouvernement Bessarabien Stadt Odessa Stadt Taganrog Stadt Feodossija Stadt Kertsch-Jenikale                                                                 |
| Nikolajewer und Sewastopoler Militärgouvernement | 1805        | 1864      | Nikolajew Sewastopol |
| Nikolajewer Militärgouvernement                  | 1864        | 1900      | Nikolajew |
| Generalgouvernement Orenburg                     | 1865        | 1881      | Gouvernement Orenburg Gouvernement Ufa Oblast Turgai Oblast Ural |
| Generalgouvernement Orenburg und Samara          | 1851        | 1865      | |
| Generalgouvernement Amur                         | 1884        | 1917      | Oblast Amur Oblast Kamtschatka Oblast Sachalin Oblast Primorje |
| Generalgouvernement Rjasan                       | 1819        | 1829      | Gouvernement Woronesch Gouvernement Rjasan Gouvernement Orjol Gouvernement Tambow Gouvernement Tula |
| Generalgouvernement Sibirien                     | 1802        | 1822      | Gouvernement Tobolsk Gouvernement Irkutsk Oblast Kamtschatka |
| Generalgouvernement der Steppe                   | 1882        | 1918      | Oblast Akmola Oblast Semipalatinsk |
| Generalgouvernement Turkestan                    | 1867        | 1917      | Transkaspischer Oblast Oblast Samarkand Oblast Semiretschensk Oblast Syr-Darya Oblast Fergana |
| Statthalterschaft Kaukasus                       | 1785        | 1796      | Gouvernement Baku Gouvernement Jelisawetpol Gouvernement Kutassi Gouvernement Tiflis Gouvernement Schwarzmeer Gouvernement Eriwan Oblast Batumi Oblast Dagestan Oblast Kars Oblast Kuban Oblast Terek Kreis Zaqatala Kreis Suchumi |
| Generalgouvernement Finnland                     | 1809        | 1917      | Gouvernement Abo-Bjørneborg Gouvernement Vaasa Gouvernement Vyborg Gouvernement Kuopio Gouvernement Nyland Gouvernement Saint-Michel Gouvernement Tavastgus Gouvernement Uelaborg                                                  |